# Braceroprogramma

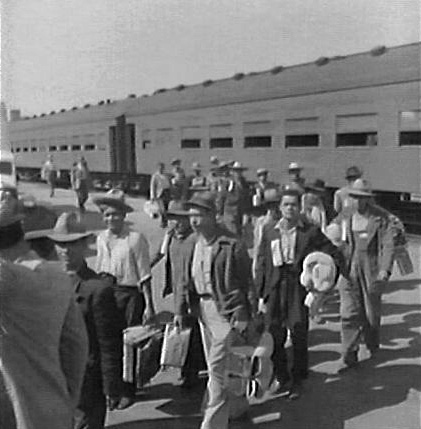
De eerste braceros arriveren in 1942 per trein in Los Angeles.

Het Braceroprogramma was een verdrag, tussen Mexico en de Verenigde Staten getekend in augustus 1942 waarin Mexicaanse werkkrachten werden uitgenodigd om in de Verenigde Staten te komen werken om het gebrek aan arbeidskrachten dat aldaar was ontstaan door de Tweede Wereldoorlog op te vullen.
Mexicaanse arbeiders die onder het Braceroprogramma werkten werden bracero's genoemd. Ze deden vooral zwaar lichamelijk werk en het is een variant op het Spaanse woord brazo, dat arm betekent.
Op 4 augustus 1942 werd de Migrant Labor Agreement getekend. Er was een uitzondering voor Texas; deze staat deed niet mee met de afspraken. Om aan personeel te komen, trokken de boeren van Texas illegalen aan, die als wetbacks bekend kwamen te staan. Begin jaren 50 sloot Texas alsnog aan bij het programma. Aanvankelijk ging het vooral om landarbeiders, later werden er veel Mexicanen uitgenodigd om aan het onderhoud van de spoorwegen te werken. In 1945 waren er 50.000 bracero's actief in de landbouw en 75.000 bij de spoorwegen. Het spoorwegprogramma eindigde meteen na de Tweede Wereldoorlog. In 1952 werd het programma deels herzien, Public Law 78, maar de sancties tegen de illegale inhuur van arbeiders bleef zwak.
In 1951 rapporteerde een commissie dat de aanwezigheid van Mexicaanse gastarbeiders de lonen van Amerikaanse loonwerkers in de agrarische sector drukten. De vakbonden kwamen hiertegen in opstand en eind jaren vijftig werden diverse maatregelen aangekondigd. Er kwamen hogere eisen voor de huisvesting van de Mexicaanse arbeiders en er werd een minimumloon afgesproken. De overheid hield ook scherper toezicht op de naleving van de afspraken. Dit leidde tot een daling van het aantal deelnemers aan het programma van 445.000 in 1956 naar 186.000 in 1963. Het programma voor landarbeiders bleef tot 1964 bestaan, toen beide regeringen het verdrag introkken na klachten over slechte werkomstandigheden.
Tussen 1942 en 1964 zijn ongeveer 4,5 miljoen bracero's in de Verenigde Staten binnengekomen. Een groot deel hiervan zijn, na het verstrijken van het tijdelijke contract, niet naar Mexico teruggekeerd. Als een gevolg van de Immigration Reform Control Act of 1986 kregen illegalen die in de Verenigde Staten woonden en werkten amnestie of een legale status.
Het programma zorgde voor vooruitgang in de Amerikaanse landbouw en leidde tot de mechanisering daarvan, maar vanuit humanitair oogpunt wordt het als een grote mislukking gezien. Velen kregen niet de rechten en betalingen die hun beloofd waren, en beide regeringen ondernamen weinig acties daar wat aan te doen.